# 里博维莱区
里博维莱区（法語：Arrondissement de Ribeauvillé）是法国上莱茵省的一个旧区。总面积462平方公里，总人口50005，人口密度178人/平方公里（2012年）。2015年，里博维莱区与科尔马区合并为科尔马-里博维莱区（Arrondissement de Colmar-Ribeauvillé）。

## 辖区
里博维莱区曾辖有32个市镇。